# Schausia triangularis
Schausia triangularis là một loài bướm đêm trong họ Noctuidae.